# Wilsberg: MünsterLeaks
MünsterLeaks ist die 56. Folge der Fernsehfilmreihe Wilsberg. Der Film basiert auf der Wilsberg-Figur von Jürgen Kehrer. Die Erstausstrahlung erfolgte am 2. Dezember 2017 im ZDF. Regie führte Thomas Kronthaler, das Drehbuch schrieben Markus B. Altmeyer und Britta Burneleit.

## Handlung
Ekkehardt Talkötter erhält von seinem Vorgesetzten Grabowski den Auftrag, den Ankauf einer Steuersünder-CD zu sondieren, die dem Finanzamt Münster anonym angeboten worden ist. Nach der ersten Kontaktaufnahme mit der Anbieterin, die sich als Laura Glüsenkamp ausgibt und angeblich Mitarbeiterin einer Anlageberatungsfirma ist, scheint ein Deal kurz bevorzustehen. Ehrgeizig äußert sich Ekki in einem Fernsehinterview über die bevorstehenden Steuerüberprüfungen, woraufhin sich ein Unternehmer meldet, um eine Selbstanzeige zu erstatten. Ekki verabredet sich mit dem Mann, doch als er bei Gustav Ehrenberg eintrifft, findet er ihn erhängt in seiner Villa. Kommissarin Anna Springer hält es zunächst für einen klassischen Selbstmord, doch aufgrund von Ekkis Hinweisen wird genauer geprüft und tatsächlich Fremd-DNS an der Leiche gefunden.
Overbeck, der sich um diesen Mordfall kümmern will, bittet deshalb Privatdetektiv Georg Wilsberg, sein aktuelles „Problem“ zu übernehmen. Eine besorgte Mitbürgerin meint in ihrer Rinderhackpackung einen menschlichen Finger gefunden zu haben, den allerdings ihr Hund aus Versehen aufgefressen und sie nun keinen Beweis mehr dafür hat. Das ändert sich zwar, als man tatsächlich bei einer Überprüfung menschliche DNS im Kot des Hundes findet, doch Wilsberg will den Auftrag nicht zurückgeben. Er sucht nach dem „Unbekannten mit nur 4 Fingern“ im örtlichen Schlachtbetrieb Bestfleisch. Dort trifft er auf eine große Anzahl rumänischer Billigarbeiter, von denen einer eine verletzte Hand zu haben scheint. Wilsberg folgt den Männern bis zu ihrer Unterkunft und findet heraus, dass sie ihnen von dem gerade ermordeten Ehrenberg vermietet wurde. Der Detektiv stellt den Bestfleisch-Unternehmer Jan Lindemann zur Rede, warum er seine Angestellten unter so unwürdigen Bedingungen unterbringen lässt. Der verweist kurzerhand auf seine Rechtsabteilung. Wilsberg ist überrascht, als er dort seine ehemalige Studienfreundin Elisabeth Böhnisch antrifft. Von ihr erfährt er, dass der Subunternehmer Joachim Maywald für die Bereitstellung der Arbeitskräfte zuständig ist.
Dieser kreuzt nun auch Ekkis Weg, der nach der ersten Kontaktaufnahme mit Laura Glüsenkamp von ihr zum Beweis ihrer Glaubwürdigkeit einen USB-Stick mit Stichproben ihres brisanten Materials bekommen hat. Die Daten belasten Maywald und zeigen, dass dieser Schwarzgeld ins Ausland transferiert hat. Umgehend erfolgt eine massive Steuerüberprüfung seiner Firma, bei der Ekki weiteres belastendes Material findet. Nachdem Ekki von der Informantin die eigentliche Steuersünder-CD gegen das geforderte Millionenhonorar erhält, muss er feststellen, dass die CD komplett leer ist. Finanzamtchef Grabowski ist entsetzt, lastet Ekki den Betrug an und fordert ihn auf, das Geld wiederzubeschaffen. Ekki lässt nach Laura Glüsenkamp fahnden und erfährt, dass seine Informantin einen falschen Namen benutzt hat und nun mit dem Geld auf der Flucht ist.
Wilsberg stößt bei seinen Recherchen im Milieu der rumänischen Billigarbeiter auf die Ausbeutung bei Bestfleisch und den Versuch, die Verhältnisse dort über das Internet anzuprangern. Insbesondere von einer Gabriela werden veröffentlichte Videos gefunden. Die Frau hat eine Woche zuvor gekündigt, nachdem Kalin Abulata, einer ihrer Landsleute, sie massiv bedroht hatte. Inzwischen wird ihre Leiche am Aasee aufgefunden: An einer Hand wurde ihr zuvor ein Finger abgetrennt. Die Polizei kann Abulata anhand der DNS-Spuren eindeutig als Mörder von Gustav Ehrenberg identifizieren. Doch Abulata ist flüchtig und so will sich Kommissarin Springer an seinen Arbeitgeber Maywald halten, den sie für den Auftraggeber der Morde hält. Allerdings ist auch er nach Angaben seiner Ehefrau auf der Flucht mit seiner Geliebten, die sich nun als die vermeintliche Whistleblowerin herausstellt und sich nur in Maywalds Vertrauen geschlichen hatte, um an seine Firmendaten zu gelangen. Nachdem sie dieses Ziel erreicht hat, trennt sie sich von ihm und macht sich mit dem Geld aus dem Staub. Da nun auch ihre wahre Identität bekannt ist, wird klar, dass sie sich eigentlich nur am Finanzamt rächen wollte, weil sie nach einer Umsatzsteuernachzahlung in Konkurs gehen musste. In ihrer Wohnung trifft die Polizei auf den von ihr verlassenen Maywald und nimmt ihn fest.
Bestfleisch-Unternehmer Lindemann erklärt vor Medienvertretern, dass er sich bereits vom Unternehmen Maywald zurückgezogen habe und künftig seine Arbeitskräfte wieder selbst einstellen will. Er kündigt jedoch auch seiner Justiziarin, weil er nun diesen Bereich auslagern will. Aus Rache gibt Elisabeth Böhnisch an Wilsberg die Information, dass Maywald nur ein Strohmann war und der eigentliche Inhaber von dessen Firma ebenfalls Jan Lindemann ist. Auch Ehrenbergs Unternehmen gehörte zu Lindemanns Imperium, das mit Ehrenbergs Aussage beim Finanzamt in Gefahr geraten wäre. So bildet die Steuersünder-CD noch immer eine Bedrohung für Lindemann und er bringt Ekkis Informantin in seine Gewalt. Er lässt sie bei Ekki anrufen, um ihn mit dem Versprechen zu ihm zu locken, das Geld aus Reue zurückgeben zu wollen. Das gelingt ihm und er will Ekki mit Waffengewalt dazu zwingen, die Daten, von denen er annimmt, dass es sie tatsächlich gibt, zu vernichten. Doch die Polizei ist ihm auf den Fersen und setzt ihn unter Druck. Anscheinend kommt ihm sein Handlanger Kalin Abulata zu Hilfe, doch als dieser die Ausweglosigkeit erkennt, erschießt er Lindemann, der sein Leben zerstört und ihn gezwungen hatte, Gabriela zu töten, obwohl sie eigentlich eine Freundin war. Er lässt sich daraufhin widerstandslos von der Polizei festnehmen.
Ekki kann seinem Chef voller Stolz das Geld zurückbringen. Unerwartet meldet sich die echte Laura Glüsenkamp bei Ekki, um ihm eine 3-Terabyte-Festplatte zu übergeben, die Daten von Offshorefirmen von Wirtschaftsbossen, Politikern und Kriegsverbrechern enthält, deren einziger Zweck es ist, Steuern zu vermeiden. Der aktuelle Medienrummel habe ihr die Augen geöffnet. Auf die Frage, was sie dafür haben wolle, meint sie wie selbstverständlich: „Nichts.“, worauf Ekki antwortet: „Das klingt fair.“

## Hintergrund
Die Folge wurde ursprünglich unter dem Namen Schmutzige Wäsche produziert.
MünsterLeaks hatte seine Kino-Vorpremiere bereits am 22. November um 19 Uhr im Cineplex Münster.
Der Running Gag „Bielefeld“ erfolgt in dieser Folge in Minute 73, als Wilsberg dem gestressten Ekki einen Städtetrip z. Bsp. nach „Bielefeld“ empfiehlt. In Minute 81 liest Ekki dann in einem Buch, auf dessen Umschlag „Bielefeld“ zu sehen ist.
Bei dem Musiktitel am Ende der Episode handelt es sich um Like A Feather von Oli Brown aus dem Jahr 2012.
MünsterLeaks erschien zusammen mit der Folge Straße der Tränen von Polarfilm auf DVD.

## Rezeption

### Einschaltquote
Bei der Erstausstrahlung von MünsterLeaks am 2. Dezember 2017 im ZDF wurde der Film in Deutschland von insgesamt 6,42 Millionen Zuschauern gesehen und erreichte einen Marktanteil von 20,7 Prozent.

### Kritik
Bei der Frankfurter Neuen Presse schrieb Ulrich Feld, diese Wilsberg-Episode biete „Eine Menge Material […] für einen einzelnen Krimi, und manchmal gerät ‚MünsterLeaks‘ in Gefahr, sich an dieser Fülle von Stoff zu verheben. […] Obwohl das Drehbuch die einzelnen Fäden insgesamt durchaus überzeugend verknüpft, bekommen verschiedene einzelne Figuren zu wenig Präsenz. Das gilt besonders für das Opfer, dem der Finger abgeschnitten wurde.“
Tilmann P. Gangloff meinte bei tittelbach.tv: „Nach dem Thriller ‚Straße der Tränen‘ wirkt die 56. ‚Wilsberg‘-Episode ‚MünsterLeaks‘ […] fast wie eine Reminiszenz an das Image der beliebten Samstagskrimi-Reihe: Das Drehbuch ist dank der amüsanten Dialoge eine familientaugliche Mischung aus Krimi und Komödie; Thomas Kronthaler hat bei seiner Umsetzung der thematisch reichhaltigen und trotzdem nicht überfrachteten Geschichte genau die richtige Balance gefunden. Ein Extrastern gebührt der enorm talentierten jungen Schauspielerin Janina Fautz, die nach ihrem ‚Wilsberg‘-Debüt ‚Der Betreuer‘ erneut für viel frischen Wind sorgt.“
Die Redaktion vom Focus kam zu dem Urteil: „Die Voraussetzungen wären […] da gewesen, aus dem neuen ‚Wilsberg‘ ein Highlight der beliebten Krimiserie zu machen. Aber so ist es am Ende nicht: Die Geschichte […] ist so komplex, dass der Zuschauer zwischendurch Probleme hat, zu folgen. […]  Um die losen Enden miteinander zu verknüpfen, gerät dann vieles holzschnittartig und klischeehaft. […] Es macht [allerdings] wie immer Spaß, Wilsberg, Ekki und Polizist Overbeck (Roland Jankowsky) bei der Arbeit zuzusehen. Und mit der aufgeweckten Patentochter Merle hat die Serie durchaus ein neues Highlight.“